# Marina Stěpanovová
Marina Stěpanovová (rusky Марина Ивановна Степанова-Макеева) (* 1. května 1950) je bývalá sovětská atletka, která se věnovala čtvrtce s překážkami, mistryně Evropy v této disciplíně z roku 1986.

## Sportovní kariéra
Celkem třikrát zlepšila světový rekord v běhu na 400 metrů překážek (nejlépe na 52,94 v roce 1986), stala se tak první ženou, která zaběhla tuto trať pod 53 sekund.